# تپه زرده ملک
تپه زرده ملک مربوط به پارتی - دوره ساسانیان است و در شهرستان میانه، بخش مرکزی، روستای زرده ملک واقع شده و این اثر در تاریخ ۱۸ خرداد ۱۳۸۴ با شمارهٔ ثبت ۱۱۹۰۰ به‌عنوان یکی از آثار ملی ایران به ثبت رسیده است.